# 千手观音 (舞蹈)

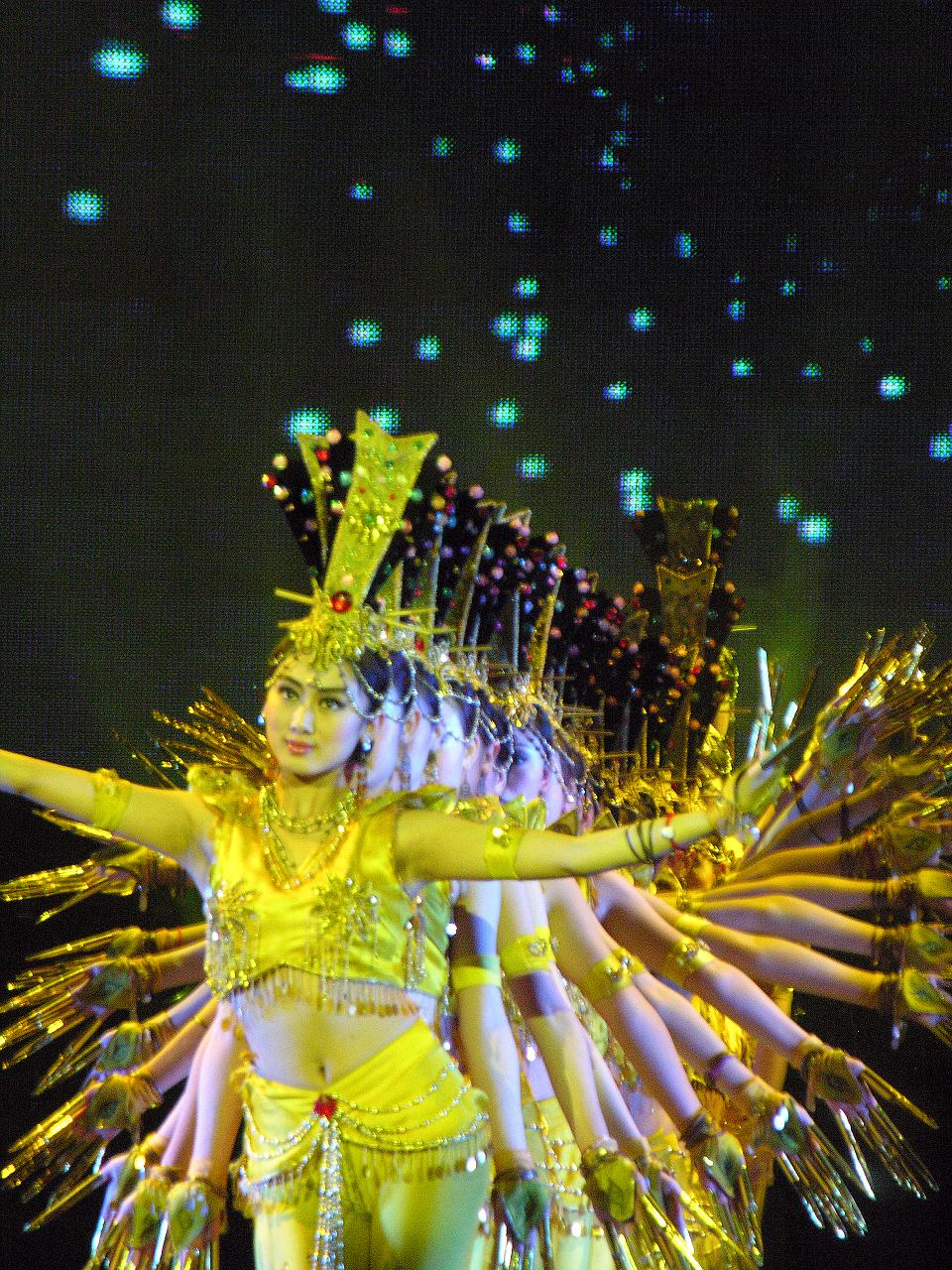

《千手观音》是中国残疾人艺术团的舞蹈作品，由张继钢编导，张千一作曲，21位聋哑舞者表演。最初于2004年9月28日雅典残奥会闭幕式演出，之后于2005年中国中央电视台春节联欢晚会表演，并获得“我最喜爱的春晚节目”评选活动歌舞类一等奖及特别大奖。
本作的音乐由张千一为1994年9月在北京举办的第六届远东及南太平洋残疾人运动会开幕式所作。

## 相关

### 模仿
- M-Girls的歌曲《金玉满堂》MV[7]
- 2015年泰国校园电视剧《不一样的美男》第一季第19集[8]
- 2008年印度泰卢固语电影《Gamyam（英语：Gamyam）》
- 2019年浙江卫视《王牌对王牌》第四季

### 其他
- 泰国诗琳通公主在中国举办的摄影展中，多次展出了《千手观音》舞蹈的表演照片[9][10]。2020年1月25日，诗琳通公主在曼谷耀华力路举办欢乐春节活动，中国残疾人艺术团表演了《千手观音》舞蹈给公主观赏[11]。

## 版权纠纷
2005年3月，舞蹈《千手观音》在春晚走红后，甘肃省艺术学校校长、一级编导高金荣教授却认为该舞蹈的题目、主题和画面都来自她的创作。法院最后的判决结果是张继钢拥有“张版”《千手观音》，高金荣拥有“高版”《千手观音》。
2006年9月，原北京军区战友歌舞团舞蹈编导茅迪芳作为舞蹈《吉祥天女》著作权人的身份，以侵犯著作权为由，起诉张继钢、中国残疾人艺术团。茅迪芳称张继钢、中国残疾人艺术团表演的《千手观音》与《吉祥天女》构成了实质性相似，并称因刘露是《吉祥天女》的领舞又是《千手观音》的辅导排练老师，认为二被告行为构成侵权，要求法院判令停止侵权，赔礼道歉并赔偿损失。法院认为二者的动作节奏和顺序并不相同，不能构成实质性相似，故北京市海淀区人民法院宣判，驳回原告的全部诉讼请求。宣判后，双方当事人均未表示上诉。
2019年2月15日，在浙江卫视播出的《王牌对王牌》节目中，关晓彤和心灵之声残疾人艺术团表演的舞蹈《千手观音》未经许可模仿表演，涉嫌侵权。节目首播一小时后，其著作权人中国残疾人艺术团为此发表声明，表示将保留进一步追究法律责任的权利。此次事件引发了网友争议。2月16日，《王牌对王牌》节目组通过社交媒体账号发表了《关于舞蹈节目的情况说明》，并公开致歉。